# The Birthday Concert
The Birthday Concert è un album live di Jaco Pastorius registrato in Florida nel 1981 per festeggiare il suo 30º compleanno. È stato pubblicato il 26 settembre 1995 dalla Warner Bros. Records.

## Tracce
1. Soul Intro/The Chicken – 8:01
2. Continuum – 2:34
3. Invitation – 17:42
4. Three Views of a Secret – 5:56
5. Liberty City – 8:12
6. Punk Jazz – 4:35
7. Happy Birthday – 1:48
8. Reza – 10:36
9. Domingo – 5:39
10. Band Intros – 2:38
11. Amerika – 1:43

## Formazione
- Jaco Pastorius – basso
- Don Alias – Conga
- Dave Bargeron – trombone, tuba
- Dan Bonsanti – sassofono, flauto
- Michael Brecker – sassofono tenore
- Randy Emerick – sassofono baritono
- Peter Erskine – batteria
- Kenneth Faulk – tromba
- Russ Freeland  – trombone
- Peter Gordon – corno francese
- Peter Graves – trombone basso
- Mike Katz – trombone
- Gary Lindsay  – sassofono, flauto
- Bob Mintzer  – clarinetto, sassofono soprano, sassofono tenore
- Othello Molineaux  – Steel drum
- Brett Murphey  – tromba
- Brian O'Flaherty  – tromba
- Jerry Peel  – corno francese
- Óscar Salas  – percussioni